# Việt Thảo
Việt Thảo (sinh ngày 3 tháng 2 năm 1954) là một người dẫn chương trình, nghệ sĩ hài, diễn viên lồng tiếng người Mỹ gốc Việt hoạt động ở hải ngoại. Ông được khán giả biết đến với vai trò là MC của Trung tâm Vân Sơn suốt nhiều năm.

## Tiểu sử và sự nghiệp
Việt Thảo tên đầy đủ là Trịnh Việt Thảo, sinh ngày 3 tháng 2 năm 1954 tại Cà Mau.
Ông từng lên Sài Gòn học trường Trung học Pétrus Trương Vĩnh Ký và ra trường năm 1972.
Năm 1980, Việt Thảo vượt biên đến Hoa Kỳ - ban đầu ông chỉ làm các công việc bình thường, sau này ông mở một phòng chuyển âm để lồng tiếng cho các phim Hồng Kông, phòng chuyển âm của ông khi ấy có sự góp mặt của nhiều nghệ sĩ như ca sĩ Anh Dũng, Thanh Toàn (con trai nhạc sĩ Trần Thiện Thanh), Thúy Hoa (hiền thê của nam danh ca Duy Khánh)... sau này Việt Thảo ít tham gia lồng tiếng hơn để lùi về biên tập, cắt ghép các tập phim.
Năm 1994, ông làm người dẫn chương trình của Trung tâm Vân Sơn - trước đó, ông cũng từng cộng tác với Trung tâm Thúy Nga (Paris By Night 10 hay sau này là show "Tonight With Vietthao") và Trung tâm Mây. Bên cạnh đó, ông cũng tham gia làm MC đám cưới, nổi tiếng nhất là làm MC cho các cặp đôi nghệ sĩ như Chí Tài - Phương Loan hay Quang Minh và Hồng Đào.
Việt Thảo, Vân Sơn và Bảo Liêm trở thành bộ 3 hài hước gây ấn tượng với khán giả, là ký ức khó quên trong lòng khán giả người Việt Nam.
Lần cuối cùng Việt Thảo xuất hiện trong Trung tâm Vân Sơn là cuốn Vân Sơn 47: Hè Trên Xứ Lạnh ghi hình ở Edmonton, Canada vào năm 2011.
Rời khỏi Trung tâm Vân Sơn, ông vẫn thường làm MC cho nhiều show ca nhạc ở hải ngoại. Ông quay phóng sự ở nhiều nhà hàng, quán ăn của cộng đồng người Việt trên khắp nước Mỹ. Ngoài ra, ông cũng làm video hướng dẫn nấu ăn trên kênh Youtube chính thức. Thời gian rảnh ông đọc những chuyện ma, chuyện tâm linh của các fan gửi về. Việt Thảo còn có mở một quán ăn ở Katy, Texas, Hoa Kỳ.

## Các tiết mục biểu diễn trên sân khấu hải ngoại

### Trung tâm Vân Sơn
MC chương trình: Vân Sơn 3 - 16, 18 - 21, 23 - 37, 39 - 47
| STT | Tiết mục                                        | Thể hiện với                                                         | Chương trình | Năm  |
| --- | ----------------------------------------------- | -------------------------------------------------------------------- | ------------ | ---- |
| 1   | Hài dài: Những nẻo đường miền Tây (in Việt Nam) | Vân Sơn, Bảo Liêm                                                    | Vân Sơn 20   | 2001 |
| 2   | Hài dài: Vượt biên giới (in Thailand)           | Vân Sơn, Bảo Liêm                                                    | Vân Sơn 23   | 2002 |
| 3   | Hài dài: Đạo Nghĩa Giang Hồ (in Cambodia)       | Vân Sơn, Bảo Liêm                                                    | Vân Sơn 37   | 2007 |
| 4   | LK Quê Hương Ba Miền                            | Vân Sơn, Trường Vũ, Diễm Liên, Hạ Vy, Tâm Đoan, Cát Tiên, Linda Chou | Vân Sơn 41   | 2008 |